# Ćwikły-Krajewo
Ćwikły-Krajewo – wieś w Polsce położona w województwie podlaskim, w powiecie zambrowskim, w gminie Kołaki Kościelne.
Wierni kościoła rzymskokatolickiego należą do parafii Wniebowzięcia Najświętszej Maryi Panny w Kołakach Kościelnych.

## Historia
Miejscowość wymieniona w dokumencie z roku 1565. Według Z. Glogera była gniazdem rodu Ćwikłów.
Na początku XIX w. w obrębie tzw. okolicy szlacheckiej Ćwikły w powiecie łomżyńskim, parafia Kołaki. W 1827 we wsi 14 domów i 81 mieszkańców.
W 1921 r. w Ćwikłach 11 domów z przeznaczeniem mieszkalnym i 86 mieszkańców (46 mężczyzn i 40 kobiet). Wszyscy zadeklarowali narodowość polską i wyznanie rzymskokatolickie.
W latach 1975–1998 miejscowość administracyjnie należała do województwa łomżyńskiego.

## Współcześnie
W roku 2007 naliczono tu 68 mieszkańców. W miejscowości istnieje sieć wodociągowa, podłączona do ujęcia w Szczodruchach. W styczniu 2011 roku w 13 zabudowaniach mieszkało 67 osób.

## Obiektyzabytkowe
- krzyż żeliwny z roku 1902[10].